# Wathier Hamilton
Wathier August Hugo Hamilton, född 20 december 1868 i Medelplana församling, Skaraborgs län, död 12 december 1957 i Stockholm, var en svensk greve och militär.  
Hamilton, som var son till godsägare, greve Gilbert Hamilton och Amalia Röhss, avlade studentexamen i Lund 1889. Han blev underlöjtnant vid Västgöta regemente 1891, löjtnant 1895, kapten 1903, major vid Upplands infanteriregemente 1915 och erhöll avsked 1923. Han var andre lärare vid infanteriskjutskolan 1902–1903, förste lärare 1905–1908 och vid danska skjutskolan 1899. Han var styrelseordförande i Skånska Cement AB och i AB Iföverken och styrelseledamot i Skönviks AB.